# Єва Хадаші
Єва Хадаші (англ. Eva Hadashi, справжнє ім'я — Євгенія Суда; нар. 7 серпня 1975, Київ, УРСР) — кандидатка мистецтвознавства, магістр філології, японістка, музикознавиця, письменниця, співачка, теле- і радіоведуча. Лавреатка Міжнародного літературного конкурсу «Коронація слова» у 2019 році за роман «Західна гейша».

## Життєпис
Євгенія Суда народилася 7 серпня 1975 року в Києві.
У 1995 році закінчила Київське державне вище музичне училище ім. Рейнгольда Глієра за фахом хорове диригування. У 2000 році — закінчила з відзнакою Національну музичну академію України ім. Петра Чайковського за фахом хорове диригування. Навчалася у класі ректора Національної музичної академії України — професора, народного артиста Олега Тимошенка. З 2000 по 2004 роки вивчала «японську мову і література, англійську мову» в Київському національному університеті ім. Тараса Шевченка (закінчила магістратуру із відзнакою). З перших курсів навчання починає активно працювати у напрямку налагодження культурного діалогу між Україною та Японією.
У 2001 році менеджером-перекладачкою виїхала до Японії із видатною українською джазовою співачкою Ольгою Войченко на «Джазовий конкурс Асакуса» (м. Токіо).
Контракт менеджера-перекладача та співачки в японській продюсерській компанії отримала на останньому курсі університету. Продюсує до Японії українську оперну співачку та бандуристку — Оксану Степанюк, нині солістку Токійської опери Фудзівара.
У 2003 році закінчила короткострокову навчальну програму в американському вищому музичному навчальному закладі Музичному коледжі Берклі (англ. Berklee College of Music) за фахом джазового вокалу. Випускник цього коледжу, за фахом джазової композиції та гітари, стає чоловіком Євгенії. Весілля відбулося у 2003 році, подружжя проживає переважно в Японії. Готуючись до материнства — перериває свій робочий контракт, а з 2012 по 2017 триває судовий процес розлучення. На цей період припадає написання дебютного автобіографічного роману «Західна гейша» (вийшов у 2016-у).
У 2011 році працює у проєкті «Діалог культур: Україна — Японія», присвяченому Чорнобильській катастрофі та Аварія на Першій Фукусімській АЕС, менеджером-перекладачкою, а також виступає солісткою-виконавицею головної партії у головному творі проєкту — камерній симфонії Василя Пилипчака «Молитва цикад», який виконував Національний президентський оркестр під керуванням японського диригента Такасі Уено.
Під час російського вторгнення в Україну 2022 року активно підтримує країну, виступає на акціях підтримки та солідарності, бере участь в благодійних концертах. Працює перекладачем та пошукувачем для провідних японських телевізійних компаній (NHK, Fuji Television, TBS Television, TV Asahi та інших) для новин та інформаційних програм, котрі висвітлюють події війни.

## Творчість
«Західна гейша»

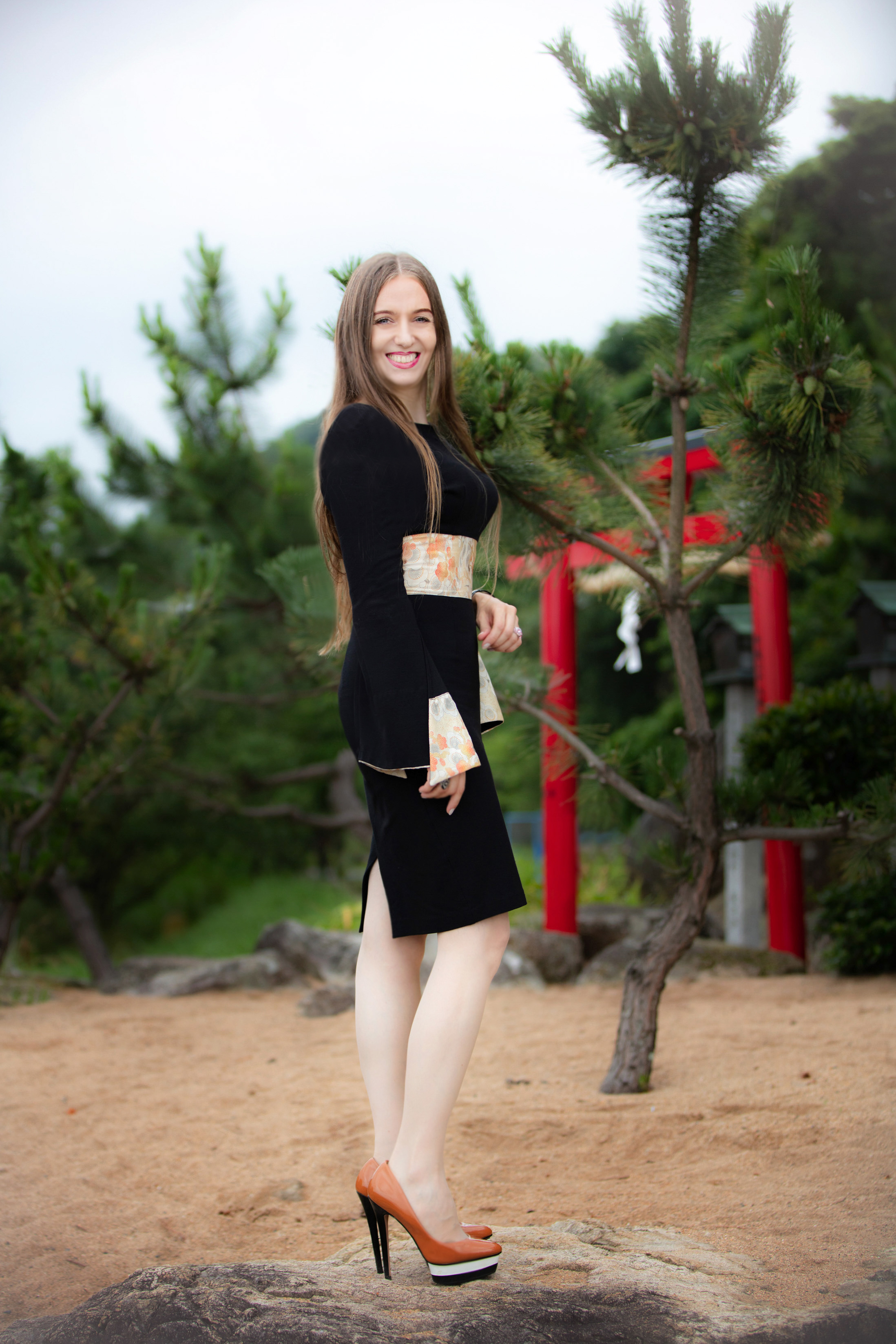
Єва Хадаші

Сюжет дебютного роману «Західна гейша» походить з біографії авторки — музикант за першою освітою їде в США на короткострокове навчання до Музичного коледжу Берклі, де знайомиться зі своїм майбутнім чоловіком-японцем, випускником цього коледжу — джазовим композитором, гітаристом. Рукопис автобіографічного роману прийняв до друку літературно-мистецький журнал «Радуга» — скорочена його версія вийшла у №3-4 за 2016-й рік.
Роман вийшов під псевдонімом Єва Хадаші — що у перекладі з японської означає «босонога».
Повний український рукопис «Західної гейші» взяв участь у Міжнародному літературному конкурсі «Коронація слова». За підсумками 2019 року роман отримав спецвідзнаку «Міжнародне визнання». Презентація японського видання роману відбулося у лютому 2021 року в посольстві України в Японії (м. Токіо).
Перше українське видання вийшло у вересні 2019 року й було представлено на «Форумі видавців» у Львові, де і відбулася його презентація на заході «Коронації слова». Друге українське видання (спільне українсько-японське), вийшло у червні 2021 року та було представлено на Арсеналі Коронаційних новинок у рамках ювілейного Х-го «Книжкового арсеналу». Йому передувало спільне українсько-японське видання японською мовою: українське видавництво «Радуга» та японське видавництво «Дніпро» за підтримки Японсько-української асоціації культурного обміну.
Влітку 2020 розпочала роботу над продовженням «Західної гейші». Робоча назва наступної книги — «Дифамація».
У лютому 2021 року в Токіо відбулася презентація японського видання роману в посольстві України в Японії. Подія мала широкий міжнародний резонанс.
Японістика
У 2017 році у Національній музичній академії України ім. Петра Чайковського захистила кандидатську дисертацію на тему «Західні впливи у музичному мистецтві Японії періоду Мейдзі (1868–1912)» — першу наукову роботу в українській музичній японістиці. Однойменна монографія вийшла 2019 року у видавництві «Музична Україна». Бере участь у наукових конференціях.
Основним аспектом творчості та наукової діяльності визначається розвиток плідного діалогу між культурами Заходу та Сходу. У цьому напрямку займається також й популярною культурою, зокрема пише популярні пісні японською мовою — музичний диск «Захід та Схід» повністю складається з авторських пісень японською мовою, спрямованих на сучасного молодого слухача. Фрагмент авторської пісні «Надягни на мене це плаття» було використано у художньому фільмі «Стальна Анжеліка» японського режисера Йонісі Тосінарі, а пісня «Я тебе дуже кохаю» після двох відбіркових турів пройшла у фінал конкурсу «Гран-прі: Пісня до Аніме».
Є авторкою та ведучою програми «Сучасна Японія» на Blackan Radio TV Japan, в якій підіймаються питання скорочитання японською мовою, трансформації у сучасному мистецтві каліграфії, майбутнього японського кінематографа, сучасного кімоно та його трансформацій, а також перспектив розвитку українсько-японських культурних відносин (програма японською мовою). Є моделлю елегантного та спортивного жіночого одягу японських дизайнерів (Yumeya Hachiman, Takako Hotta, Kimono Nakanokou).
У 2022 році починає вихід програма «Українська ідентичність» на радіохвилі FM CYAO у співведенні із співачкою та віце-директоркою Японсько-української асоціації культурного обміну Акі Оно. Програма висвітлює питання української історії, культури, традицій, мови. Перший етер — 2 липня. Також із Акі Оно записали музичний диск «24 лютого, 5 ранку», який було представлено на благодійному концерті в Осаці у першу річницю повномасштабного вторгнення.
Як журналістка водночас активно співпрацьовує з радіопрограмою «Шлях до миру в Україні», котра майже щоденно виходить на радіохвилі InterFM. Програма спрямована на підтримку українських біженців, а також на поширення інформації про Україну в японському медійному просторі.

### Публікації
Є авторкою низки наукових публікацій:
- Батожна Є. [Суда Є. Л.]. Західні музичні впливи на освітню систему Японії у період Мейдзі. — Київ : Київське музикознавство : збірник статей. – Вип. 14, 2004. — С. 7–15. — («Наукова думка молодих»: зб. ст. – Кн. 2.)
- Суда Е. Л. Исторические предпосылки проникновения западной музыки в Японию. — Київ : Вид-й центр КНЛУ, НМАУ ім. П. І. Чайковського. – Теоретичні питання культури, освіти та виховання: збірник наукових праць. – Вип. 33. — С. 124–129. — («Наукова думка молодих»: зб. ст. – Кн. 2.)
- Суда Е. Западные влияния в военной музыке Японии. — Київ : Науковий вісник Національної музичної академії України імені П. І. Чайковського – Вип. 76 : Проблеми музичного мистецтва: спадщина і сучасність, 2008. — С. 193–206. — («Наукова думка молодих»: зб. ст. – Кн. 2.)
- Суда Є. Л. Українсько-японські музичні відносини та сучасність (до 20 ти річчя встановлення дипломатичних стосунків між Україною та Японією). — Київ : Науковий вісник Національної музичної академії України імені П. І. Чайковського. – Вип. 106 : Культурологічні аспекти сучасного мистецького дискурсу / пам’яті Людмили Костянтинівни Каверіної: зб. ст, 2013. — С. 300–311.
- Суда Є. Л. Особливості японської традиційної музики (до періоду Мейдзі). — Київ : Київське музикознавство. Культура та мистецтвознавство: зб. ст. – Вип. 32.: НМАУ ім.. П. І. Чайковського ; КІМ ім. Р. М. Глієра, 2010. — С. 199–209.
- Суда Е. Зарождение и начальный этап развития оперного искусства в Японии [Электронный ресурс]. — Израиль ХХІ: музыкальный журнал, 2015. — С. 199–209.[47]

## Дискографія
- 2016 — «Західна гейша» — музичні ілюстрації до одноіменного роману (CD)[48][49][50]
- 2018 — «Приємно познайомитись» (CD)
- 2019 — «Захід та Схід» (CD)
- 2023 — музичний диск-книга «24 лютого, 5 ранку» (спільно з японською співачкою Акі Оно)[51][52]

## Фільмографія
- 2018 — «Стальна Анжеліка» (англ. Steel Angie), реж. Йонісі Тосінарі — співачка (епізод)[53]
- 2019 — «Приходь та прощавай» (англ. Come and Go), реж. Лім Каваі[en] — студентка-іноземка (епізод) — прем'єра відбулася на Токійському міжнародному кінофестивалі–2020[54]
- 2022 — «До сторіччя пам’яті українців на вигнанні» (яп. 「亡命のウクラニアン百年の記憶」), телекомпанія NHK (документально-історичний) — Олена Оссовська[55]
- 2022 — «Музика бажань» (яп. 「希望のムジカ」), телекомпанія NHK (короткометражний документальний про діяльність японського диригента  Міцунобу Такая, випускника Київської консерваторії) — співачка[56]

## Визнання
- 2016 — Конкурс «Класік кросовер» (м. Токіо, Японія) — фіналістка
- 2018 — Конкурс краси «Міс Дзюн Брайд» — перемога у старшій віковій категорії «Bimajo» (м. Осака, Японія)
- 2019 — Конкурс «Гран-прі: Пісня до Аніме» (м. Осака, Японія)[57][58] — фіналістка із піснею «Я тебе дуже кохаю»[59]
- 2019 — Міжнародний літературний конкурс «Коронація слова» (м. Київ, Україна) — спецвідзнака «Міжнародне визнання» (за роман «Західна гейша»)[14]